# David Slade
David Aldrin Slade (Sheffield, 26 settembre 1969) è un regista e produttore televisivo britannico.

## Biografia
Ha iniziato la sua carriera lavorando nel mondo dei videoclip, collaborando con Aphex Twin, Tori Amos, Stone Temple Pilots e Muse. Dopo aver realizzato nel 2004 il cortometraggio Do Geese See God?, nel 2005 dirige il suo primo lungometraggio Hard Candy, sul delicato tema della pedofilia che guadagna 7 milioni di dollari a fronte di un budget di meno di un milione e che conquista la critica.
Nel 2007 dirige l'horror-splatter a tema vampiresco 30 giorni di buio, tratto da un'omonima graphic novel di Steve Niles e prodotto da Sam Raimi. La pellicola è di nuovo un successo riuscendo a guadagnare più di cento milioni di dollari, incluse le vendite di DVD, a fronte di un budget di 30 milioni di dollari.
Slade è stato ingaggiato dalla Summit Entertainment per dirigere Eclipse, terzo film della saga di Twilight scritta da Stephenie Meyer. L'uscita del film è avvenuta il 30 giugno 2010.
Nel 2011 esordisce come regista televisivo dirigendo un episodio della popolare serie Breaking Bad, mentre l'anno successivo dirige l'episodio pilota della serie Awake.
Nel 2014 dirige l'episodi pilota della serie televisiva Crossbones mentre nel 2015 dirige i primi due episodi della serie Powers tratta dal fumetto di Brian Michael Bendis.
Attualmente è impegnato nella realizzazione della serie televisiva thriller-horror Hannibal, tratta dai romanzi di Thomas Harris, sia in veste di produttore che come regista di diversi episodi.

## Filmografia

### Regista

#### Lungometraggi
- Hard Candy (2005)
- 30 giorni di buio (30 Days of Night) (2007)
- The Twilight Saga: Eclipse (2010)
- Nightmare Cinema (2018) - episodio This Way to Egress
- Black Mirror: Bandersnatch (2018)
- Dark Harvest (2022)

#### Cortometraggi
- I Smell Quality (1994)
- Do Geese See God? (2004)
- Meat Dog: What's fer Dinner (2008)

#### Televisione
- Breaking Bad - serie TV, 1 episodio (2011)
- Awake - serie TV, 1 episodio (2012)
- Hannibal - serie TV, 5 episodi (2013-2014)
- Crossbones - serie TV, 1 episodio (2014)
- Powers - serie TV, 2 episodi (2015)
- Black Mirror – serie TV, 1 episodio (2017)
- American Gods - serie TV, 3 episodi (2017)

#### Videoclip
- Donkey Rhubarb - Aphex Twin
- Clubbed to Death - Rob Dougan
- Sour Girl - Stone Temple Pilots
- Strange Little Girl - Tori Amos
- Hyper Music/Feeling Good - Muse
- Bliss - Muse
- New Born - Muse
- Girl's Not Grey - AFI
- Aerials - System of a Down
- Carmen Queasy - Skin e Maxim
- Goodnight, Travel Well - The Killers

### Sceneggiatore
- Meat Dog: What's fer Dinner (2008, cortometraggio)

### Produttore

#### Cortometraggi
- Meat Dog: What's fer Dinner (2008, cortometraggio)

#### Televisione
- Awake (Serie TV, 2012)
- Hannibal (Serie TV, 2013)